# Зірочки тупопелюсткові
Зірочки тупопелюсткові, зірочки Гельдрейха (Gagea amblyopetala, syn. Gagea heldreichii) — вид рослин із родини лілієвих (Liliaceae), що зростає в Туреччині й на півдні Європи.

## Біоморфологічний опис
Багаторічна трава, 6–15 см заввишки. Листочки оцвітини дрібні, 7–9 мм у довжину, на голих, б.-м. довгих (15–30 мм завдовжки) квітконіжках. Суцвіття з 2–5 квіток (рідко квітки поодинокі). Період цвітіння: березень — квітень.

## Середовище проживання
Зростає в Туреччині й на півдні Європи (Італія, Албанія, колишня Югославія, Греція, Крим, євр. Туреччина).
Основними біотопами виду є відкриті місця в низьких горах, особливо населяє відкриті скелясті луки, дрібні осипи, нестійкі глинисті схили та світлі рідколісся.
В Україні вид зростає У лісах і на лісових галявинах — у гірському і південному Криму, зрідка.